# Lewis Dunk
Lewis Carl Dunk (* 21. listopadu 1991 Brighton) je anglický profesionální fotbalista, který hraje na pozici středního obránce za anglický klub Brighton & Hove Albion, jehož je kapitánem, a za anglický národní tým.
Kromě krátkého hostování v Bristolu City v roce 2013 strávil Dunk celou svou kariéru v Brightonu, ve kterém debutoval v roce 2010. V sezóně 2016/17 dosáhl Dunk s Brightonem postupu do Premier League a ocitl se v nejlepší jedenáctce sezóny 2. nejvyšší soutěže. Kapitánem klubu se stal od sezóny 2019/20.
Navzdory tomu, že Dunk nereprezentoval Anglii v mládežnických reprezentacích, přestože byl v roce 2011 povolán do anglické jednadvacítky, debutoval v seniorské reprezentaci 15. listopadu 2018 v utkání proti Spojeným státům.

## Klubová kariéra

### Brighton & Hove Albion

#### Mládež

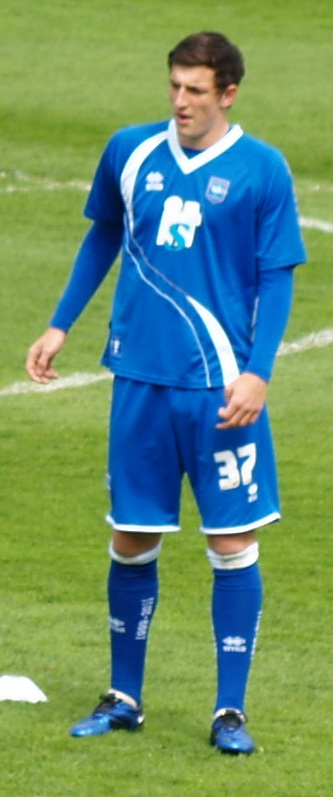
Dunk v dresu Brightonu (2011).

Dunk zahájil svou mládežnickou kariéru v klubu Wimbledon FC, ze kterého odešel v roce 2003 po likvidaci a přemístění klubu do Milton Keynes (současný Milton Keynes Dons FC). Poté, co opustil Wimbledon, se připojil k akademii Brightonu & Hove Albion.
Dne 30. dubna 2010 podepsal Dunk dvouletou profesionální smlouvu s klubem poté, co působil jako kapitán v mládežnických mužstvech. Následující den Dunk debutoval při remíze 0:0 proti MK Dons.
Dunk odehrál svůj další zápas v A-týmu až 2. října v zápase proti Tranmere Rovers. Dunk pokračoval v sezóně 2010/11 v boji o místo v základní sestavě klubu. 31. ledna 2011 prodloužil Dunk svou smlouvu o jeden rok do léta 2013. Dunk odehrál osm utkání v sezóně 2010/11, ve které Brighton postoupil do EFL Championship jako mistr League One.
Dunk se objevil v základní sestavě prvního zápasu sezóny 2011/12 po boku kapitána Gordona Greera, v historicky prvním zápase Brightonu na nově otevřeném Falmer Stadium proti Doncasteru Rovers při výhře 2:1. Od začátku sezóny 2011/12 se rychle usadil v základní sestavě, když v prvních 13 kolech chyběl jen v jednom utkání, a to kvůli vykartování. V průběhu lednového přestupového období byl spojen s odchodem z klubu, a to díky zájmu Newcastle United, Cardiffu City a Norwiche City o jeho služby, nicméně Dunk v Brightonu zůstal. Dunk odehrál v sezóně celkem 36 utkání ve všech soutěžích. Na konci sezóny byl nominován na ocenění pro nejlepšího mladého hráče soutěže. Cenu si však odnesl hráč Crystal Palace Wilfried Zaha.

#### Bristol City (hostování)
Poté, co většinu sezóny 2012/13 a začátek sezóny 2013/14 strávil Dunk na lavičce náhradníků, Dunk odešel na měsíční hostováná do Bristolu City. Debutoval v klubu 8. října 2013 při prohře 2:1 proti Wycombe Wanderers v EFL Trophy. Dunk utrpěl 26. října 2013 ve 40. minutě utkání proti Carlisle United zranění kolena a byl vystřídán. Po skončení hostování se vrátil do juniorského týmu Brightonu, ve kterém především léčil zraněné koleno.

#### Návrat do Brightonu
Dne 25. července 2014 podepsal Dunk novou smlouvu na čtyři roky do konce sezóny 2017/18. Svůj první gól za Brighton vstřelil v prvním zápase klubu v sezóně 2014/15, při vítězství 2:0 nad Cheltenham Townem v EFL Cupu; jednalo se o první vítězství nového trenéra Samiho Hyypiä. O dva týdny později, 30. srpna 2014, dal Dunk dvě branky při remíze 2:2 proti Charltonu Athletic. Dunk se stal dočasným kapitánem klubu po dobu pěti zápasů ke konci roku 2014. Dunk odehrál své 100. utkání v klubu 25. dubna 2015 v utkání proti Watfordu. V sezóně 2014/15 odehrál Dunk 44 utkání a vstřelil sedm gólů; stal se tak nejlepším střelcem Brightonu v sezóně.
Dunk prodloužil svou smlouvu o dalších pět let do roku 2020 na začátku sezóny 2015/16. Při absenci Gordona Greera byl kapitánem klubu v pěti zápasech na přelomu října a listopadu 2015.
Na začátku roku 2016 pomohl Dunk k udržení pěti po sobě jdoucích čistých kont v zápasech proti Bristolu City, Leedsu United (ve kterém Dunk vstřelil svůj první gól v sezóně), Prestonu North End, Sheffieldu Wednesday a Readingu. Dunk skóroval 16. května v semifinále postupového play-off při remíze 1:1 proti Sheffieldu Wednesday, nicméně porážka 2:0 v odvetném zápase znamenala pro Brighton další sezónu v EFL Championship.
Dne 6. září 2016 prodloužil Dunk svou smlouvu do roku 2021. Dunk byl nominován na hráče měsíce října v EFL Championship, ale ocenění získal Sone Aluko. 25. února 2017 odehrál Dunk 150. zápas v dresu Brightonu, jednalo se o vítězství 3:0 nad Readingem. V průběhu sezóny 2016/17 vytvořil novou stoperskou dvojici s letní posilou Shanem Duffym. Klub výrazně pomohli k postupu do Premier League, když v 46 ligových zápasech inkasoval Brighton pouze čtyřicetkrát (nejméně z celé ligy). V sezóně byl Dunk také jmenován do nejlepší jedenáctky soutěže po boku spoluhráčů Davida Stockdalea, Bruna a Anthonyho Knockaerta.

#### Premier League

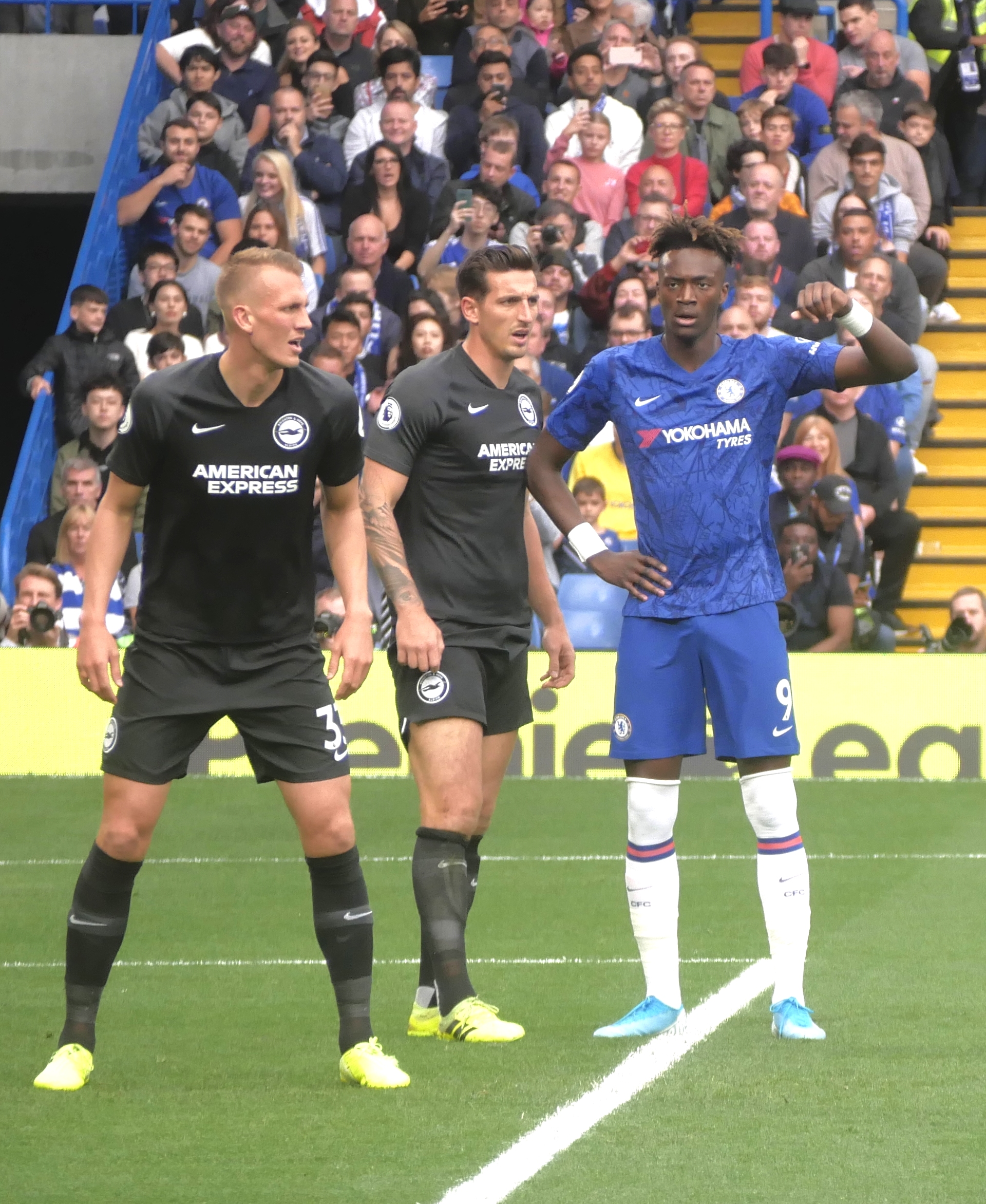
Dunk (uprostřed) bránící hráče ChelseaTammyho Abrahama (2019)

Dunk odehrál celých 90 minut a vstřelil vlastní gól v historicky prvním zápase Brightonu v Premier League, a to při domácí porážce 0:2 s Manchesterem City. O pět dní později, 17. srpna 2017, podepsal prodloužení smlouvy do roku 2022. Při absenci Bruna převzal Dunk kapitánskou pásku. Dne 24. února 2018 Dunk vstřelil svůj čtvrtý vlastní gól v sezóně při domácím vítězství 4:1 nad Swansea City, dorovnal tak Martina Škrtela v počtu nejvíce vlastních gólů v jedné sezóně Premier League. Svůj první gól v Premier League vstřelil 4. března 2018 při vítězství 2:1 nad Arsenalem.Dunk nastoupil do každého ligového zápasu v debutové sezóně klubu v Premier League, a pomohl klubu k zabránění sestupu do 2. nejvyšší soutěže.
Dne 5. října 2018 podepsal Dunk, spolu s Duffym, novou smlouvu až do června 2023. Své jediné góly v sezóně 2018/19 vstřelil ve dvou po sobě jdoucích utkáních v listopadu 2018: při prohře 3:1 s Evertonem a při prohře 2:1 s Cardiffem City. Dne 17. března 2019 odehrál Dunk celé utkání proti Millwallu v šestém kole FA Cupu. Zápas skončil remízou jedna jedna; Dunk skóroval v následném penaltovém rozstřelu, který Brighton vyhrál 5:4, a kvalifikoval se tak do semifinále poháru teprve podruhé v historii klubu. Dunk nastoupil také do semifinále, ve kterém Brighton podlehl Manchesteru City po výsledku 0:1.
Před sezónou 2019/20 se Dunk stal oficiálně kapitánem mužstva, když mu pásku dal nový hlavní trenér Graham Potter. Dunk skóroval v po sobě jdoucích zápasech Premier League v listopadu 2019, když se prosadil do sítě Manchesteru United a Liverpoolu. Dunk vstřelil svůj třetí gól v sezóně a byl jmenován mužem utkání v prvním zápase Brightonu po několikaměsíční přestávce Premier League způsobené pandemií covidu-19, a to 20. června 2020 při vítězství 2:1 nad Arsenalem; Dunk vyrovnal a Neal Maupay následně vstřelil rozhodující gól. 300. utkání v dresu The Seagulls odehrál 30. června proti Manchesteru United. Po celou sezónu 2019/20 si Dunk udržel místo v základní sestavě, když vytvořil novou stoperskou dvojici s Adamem Websterem, a pomohl klubu k dalšímu udržení se v nejvyšší soutěži. Za své výkony získal Dunk ocenění pro nejlepšího hráče klubu v sezóně.
Poté, co byl spojen s odchodem do londýnské Chelsea, podepsal Dunk v srpnu 2020 novou pětiletou smlouvu. 26. září vstřelil Dunk svůj pátý vlastní gól v Premier League, čímž pomohl Manchesteru United k výhře nad Brightonem 3:2. Dunk vstřelil svůj první gól v sezóně 2020/21 27. prosince v zápase proti West Hamu. O dvě kola později znovu skóroval, tentokráte v prvním zápase The Seagulls v roce 2021, při remíze 3:3 proti Wolves. Dunk odehrál své 300. ligové utkání v klubu 6. února, když při remíze 1:1 proti Burnley otevřel skóre utkání po asistenci Pascala Große. Na konci sezóny obdržel Dunk ocenění pro nejlepšího hráče klubu podle hráčů.

## Reprezentační kariéra
Dunk byl povolán do anglické reprezentace do 21 let na zápasy kvalifikace na Mistrovství Evropy proti Islandu a Belgii v listopadu 2011. Do zápasů nenastoupil a vzhledem k tomu, že se jednalo o jeho jedinou nominaci do anglické "jednadvacítky", nemá na svém kontě žádný odehraný zápas v mládežnických reprezentacích.
V říjnu 2018 byl poprvé povolán do seniorské reprezentace, když nahradil zraněného Jamese Tarkowského na zápasy Ligy národů proti Chorvatsku a Španělsku. Nicméně se na hřiště nedostal. V listopadu 2018 měsíc byl Dunk povolán na přátelský zápas proti USA a na zápas Ligy národů proti Chorvatsku. Debutoval 15. listopadu při vítězství Anglie 3:0 nad Spojenými státy na stadionu ve Wembley. Stal se tak čtvrtým hráčem Brightonu, který nastoupil v dresu anglické reprezentace, a prvním od Steva Fostera v roce 1982.

## Statistiky

### Klubové
K 19. září 2021
| Klub                   | Sezóna  | Liga           | Liga   | Liga | FA Cup | FA Cup | EFL Cup | EFL Cup | Celkem | Celkem |
| Klub                   | Sezóna  | Liga           | Zápasy | Góly | Zápasy | Góly   | Zápasy  | Góly    | Zápasy | Góly   |
| ---------------------- | ------- | -------------- | ------ | ---- | ------ | ------ | ------- | ------- | ------ | ------ |
| Brighton & Hove Albion | 2009/10 | League One     | 1      | 0    | 0      | 0      | 0       | 0       | 1      | 0      |
| Brighton & Hove Albion | 2010/11 | League One     | 5      | 0    | 3      | 0      | 0       | 0       | 8      | 0      |
| Brighton & Hove Albion | 2011/12 | Championship   | 31     | 0    | 3      | 0      | 2       | 0       | 36     | 0      |
| Brighton & Hove Albion | 2012/13 | Championship   | 8      | 0    | 0      | 0      | 1       | 0       | 9      | 0      |
| Brighton & Hove Albion | 2013/14 | Championship   | 7      | 0    | 4      | 0      | 0       | 0       | 11     | 0      |
| Brighton & Hove Albion | 2014/15 | Championship   | 38     | 5    | 2      | 1      | 4       | 1       | 44     | 7      |
| Brighton & Hove Albion | 2015/16 | Championship   | 39     | 3    | 1      | 0      | 1       | 0       | 41     | 4      |
| Brighton & Hove Albion | 2016/17 | Championship   | 43     | 2    | 0      | 0      | 0       | 0       | 43     | 2      |
| Brighton & Hove Albion | 2017/18 | Premier League | 38     | 1    | 1      | 0      | 0       | 0       | 39     | 1      |
| Brighton & Hove Albion | 2018/19 | Premier League | 36     | 2    | 2      | 0      | 0       | 0       | 38     | 2      |
| Brighton & Hove Albion | 2019/20 | Premier League | 36     | 3    | 0      | 0      | 0       | 0       | 36     | 3      |
| Brighton & Hove Albion | 2020/21 | Premier League | 33     | 5    | 3      | 0      | 1       | 0       | 37     | 5      |
| Brighton & Hove Albion | 2021/22 | Premier League | 5      | 0    | 0      | 0      | 0       | 0       | 5      | 0      |
| Brighton & Hove Albion | Celkem  | Celkem         | 320    | 21   | 19     | 1      | 9       | 1       | 348    | 24     |
| Bristol City (host.)   | 2013/14 | League One     | 2      | 0    | —      | —      | —       | —       | 2      | 0      |
| Celkem                 | Celkem  | Celkem         | 322    | 21   | 19     | 1      | 9       | 1       | 350    | 24     |

### Reprezentační
K 15. listopadu 2018
| Anglie | Anglie | Anglie |
| Rok    | Zápasy | Góly   |
| ------ | ------ | ------ |
| 2018   | 1      | 0      |
| Celkem | 1      | 0      |

## Ocenění

### Klubová

#### Brighton & Hove Albion
- EFL League One: 2010/11[67]
- EFL Championship: 2016/17 (druhé místo)[68]

### Individuální
- Jedenáctka sezóny EFL Championship: 2016/17[69]
- Hráč sezóny Brightonu & Hove Albion podle hráčů: 2018/19, 2020/21[70][62]
- Hráč sezóny Brightonu & Hove Albion: 2019/20[70]